# Pomnik Sibeliusa w Helsinkach
Pomnik Sibeliusa (fiń. Sibelius-monumentti) – rzeźba w kształcie stalowych organów, poświęcona fińskiemu kompozytorowi Jeanowi Sibeliusowi. Pomnik znajduje się w helsińskiej dzielnicy Töölö, w Parku Sibeliusa.
Autorką pomnika, odsłoniętego 7 września 1967, była fińska rzeźbiarka Eila Hiltunen. Pomnik zaprojektowany był jako abstrakcjonistyczna rzeźba, złożona z 600 rur (wykonanych ze stali nierdzewnej) zespawanych ze sobą w kształt fali przypominającej organy. Zamysłem autorki było przedstawienie esencji muzyki Jeana Sibeliusa. Kilka lat po odsłonięciu do pomnika dodano jeszcze rzeźbę głowy kompozytora, autorstwa tej samej artystki. Pomnik waży 24 t, a jego wymiary wynoszą 8,5 x 10,5 x 6,5 m.  
Pomniejszona replikę pomnika ustawiono w siedzibie głównej UNESCO w Paryżu. Również na terenie siedziby głównej ONZ w Nowym Jorku znajduje rzeźba autorstwa Eili Hiltunen o podobnym projekcie. 